# Heliocontia
Heliocontia is een geslacht van vlinders van de familie Uilen (Noctuidae), uit de onderfamilie Acontiinae.

## Soorten
- H. apicatis Herrich-Schäffer, 1868
- H. basipuncta Schaus, 1914
- H. cleta Druce, 1889
- H. lepus Guenée, 1852
- H. margana Fabricius, 1794
- H. pantherula Herrich-Schäffer, 1868
- H. perstructana Walker, 1865
- H. pyralidia Schaus, 1898
- H. speciosa Draudt, 1936
- H. subapicana (Walker, 1863)
- H. valena Druce, 1889